# Chaosphere
Chaosphere är det tredje studioalbumet med det svenska progressiva extrem metal-bandet Meshuggah. Albumet släpptes oktober 1998 av det tyska skivbolaget Nuclear Blast. Albumet återutgavs 2008 under namnet Chaosphere Reloaded med fyra spår från The True Human Design EP:n.

## Låtlista
1. "Concatenation" – 4:17
2. "New Millennium Cyanide Christ" – 5:36
3. "Corridor of Chameleons" – 5:02
4. "Neurotica" – 5:20
5. "The Mouth Licking What You've Bled" – 3:57
6. "Sane" – 3:49
7. "The Exquisite Machinery of Torture" – 3:56
8. "Elastic" – 15:30

Bonusspår på Chaosphere Reloaded (2008)
1. "Sane" (demo) – 4:07
2. "Future Breed Machine" (Mayhem version) – 8:11
3. "Futile Bread Machine" (Campfire version) – 3:29
4. "Future Breed Machine" (Quant's Quantastical Quantasm) – 7:31
5. "Future Breed Machine" (remix) – 6:46

Text: Tomas Haake (spår 1–3, 5–13), Mårten Hagström (spår 4)
Musik: Fredrik Thordendal (spår 1–3, 5, 7), Tomas Haake (spår 7), Mårten Hagström (spår 6, 9), Jens Kidman (spår 6, 9)

## Medverkande
Musiker (Meshuggah-medlemmar)
- Tomas Haake – trummor, tal
- Jens Kidman – sång
- Fredrik Thordendal – sologitarr
- Mårten Hagström – rytmgitarr
- Gustaf Hielm – basgitarr

Produktion
- Meshuggah – producent
- Fredrik Thordendal, Daniel Bergstrand – ljudtekniker, ljudmix
- Peter In de Betou – mastering
- Tomas Haake – omslagskonst
- John Norhager – foto